# Escadre de la mer Béring
L’escadre de la mer Béring (en anglais Bering Sea Squadron) est une station navale des forces marines américaine et britannique formée et dissoute en 1891 pour réprimer le braconnage des phoques dans la mer de Béring. Onze navires furent affectés à l'escadre, dont huit navires de l'United States Navy et de l'United States Revenue Cutter Service, ainsi que trois de la Royal Navy.

## Opérations
Les gouvernements des États-Unis et du Royaume-Uni interdisent la chasse aux phoques dans la mer de Béring en 1891 en raison de la quasi-extinction des animaux. Le commandant Charles S. Cotton de la marine américaine reçoit l'ordre de diriger une force de deux sloops, l'USS Mohican et l'USS Marion, deux bateaux à vapeur, l'USS Thetis et le SS Al-Ki, ainsi que les canonnières USS Alert et USS Ranger pour opérer contre les braconniers. Les cotres USRC Rush et USRC Thomas Corwin sont également placés sous le commandement de Cotton. Les forces britanniques envoient le croiseur HMS Porpoise, le sloop HMS Nymphe et le bateau à vapeur HMS Pheasant. Du début de l'opération le 22 juin 1891 jusqu'à sa fin le 5 octobre 1891, les marines américains et britanniques arraisonnent et expulsent des dizaines de navires marchands, principalement autour des îles Aléoutiennes, bien que seules quatre goélette furent condamnées pour la chasse illégale des phoques. Deux de ces navires furent saisis par les Américains et remorqués sur plus de 1 200 milles par l’Al-Ki jusqu'à Sitka, les deux autres furent placés sous la garde britannique et envoyés en Asie.

## Navires de l'escadre
| Navire        | Type                | Marine |
| ------------- | ------------------- | ------ |
| Mohican       | sloop de guerre     | USN    |
| Marion        | sloop de guerre     | USN    |
| Alert         | canonnière          | USN    |
| Ranger        | canonnière          | USN    |
| Thetis        | bateau à vapeur     | USN    |
| Al-Ki         | bateau à vapeur     | USN    |
| Rush          | cotre               | USRCS  |
| Thomas Corwin | cotre               | USRCS  |
| Porpoise      | croiseur            | RN     |
| Nymphe        | vis sloop de guerre | RN     |
| Pheasant      | cuiseur vapeur      | RN     |